# Kuiva-ahonjärvi
Kuiva-ahonjärvi är en sjö i kommunen Enare i landskapet Lappland i Finland. Sjön ligger 176,2 meter över havet. Arean är 43 hektar och strandlinjen är 5,7 kilometer lång. Sjön  ingår i Neidenälvens huvudavrinningsområde.   Den ligger omkring 340 kilometer norr om Rovaniemi och omkring 1000 kilometer norr om Helsingfors. 